# Vĩnh Sơn, Vĩnh Tường
Vĩnh Sơn là một xã thuộc huyện Vĩnh Tường, tỉnh Vĩnh Phúc, Việt Nam.
Xã Vĩnh Sơn có diện tích 3,27 km², dân số năm 2020 là 6424 người, mật độ dân số đạt 1964 người/km².